# Khanats du Caucase
 (mars 2025).
La mise en forme du texte ne suit pas les recommandations de Wikipédia : il faut le « wikifier ».
Les points d'amélioration suivants sont les cas les plus fréquents. Le détail des points à revoir est peut-être précisé sur la page de discussion.
- Les titres sont pré-formatés par le logiciel. Ils ne sont ni en capitales, ni en gras.
- Le texte ne doit pas être écrit en capitales (les noms de famille non plus), ni en gras, ni en italique, ni en « petit »…
- Le gras n'est utilisé que pour surligner le titre de l'article dans l'introduction, une seule fois.
- L'italique est rarement utilisé : mots en langue étrangère, titres d'œuvres, noms de bateaux, etc.
- Les citations ne sont pas en italique mais en corps de texte normal. Elles sont entourées par des guillemets français : « et ».
- Les listes à puces sont à éviter, des paragraphes rédigés étant largement préférés. Les tableaux sont à réserver à la présentation de données structurées (résultats, etc.).
- Les appels de note de bas de page (petits chiffres en exposant, introduits par l'outil «  Source ») sont à placer entre la fin de phrase et le point final[comme ça].
- Les liens internes (vers d'autres articles de Wikipédia) sont à choisir avec parcimonie. Créez des liens vers des articles approfondissant le sujet. Les termes génériques sans rapport avec le sujet sont à éviter, ainsi que les répétitions de liens vers un même terme.
- Les liens externes sont à placer uniquement dans une section « Liens externes », à la fin de l'article. Ces liens sont à choisir avec parcimonie suivant les règles définies. Si un lien sert de source à l'article, son insertion dans le texte est à faire par les notes de bas de page.
- La présentation des références doit suivre les conventions bibliographiques. Il est recommandé d'utiliser les modèles {{Ouvrage}}, {{Chapitre}}, {{Article}}, {{Lien web}} et/ou {{Bibliographie}}. Le mode d'édition visuel peut mettre en forme automatiquement les références.
- Insérer une infobox (cadre d'informations à droite) n'est pas obligatoire pour parachever la mise en page.

Pour une aide détaillée, merci de consulter Aide:Wikification.
Si vous pensez que ces points ont été résolus, vous pouvez retirer ce bandeau et améliorer la mise en forme d'un autre article.
Ne doit pas être confondu avec Khanats d'Azerbaïdjan.

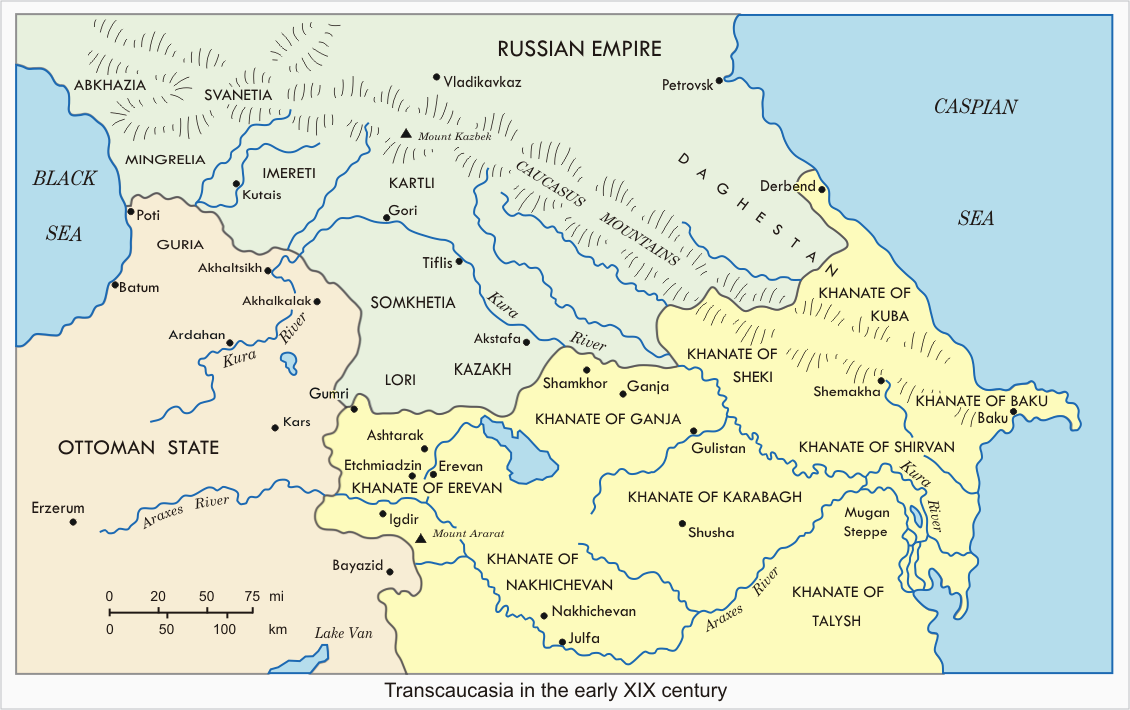
Le Caucase au début du XIXe siècle après l'annexion de la Géorgie par la Russie

Les khanats du Caucase ou, rarement et anachroniquement, les khanats azerbaïdjanais, (du fait que certains de ces khanats furent créés sur le territoire de l'actuelle république d'Azerbaïdjan, mais qu'il ne faut pas confondre avec les khanats d'Azerbaïdjan historiques), étaient diverses provinces et principautés établies dans les territoires caucasiens de l'Empire afcharide (actuels république d'Azerbaïdjan, Arménie, Géorgie et Daghestan) après la mort de Nader Chah en 1747, en même temps que les khanats d'Azerbaïdjan voisins. Les khanats du Caucase étaient pour la plupart gouvernés par des khans d'origine turque (azérie du Caucase),, et étaient des vassaux et des sujets du chah iranien. Les khans n'avaient ni unité territoriale ou religieuse, ni identité ethnique/nationale. Ils étaient surtout intéressés à conserver leurs positions et leurs revenus.
Les khanats du Caucase furent perdus par la Perse qadjare au profit de l’Empire russe à la suite de la guerre russo-persane de 1804-1813.

## Liste des khanats du Caucase
Liste des khanats du Caucase
- Khanat de Bakou
- Khanat de Gandja
- Khanat de Derbent (en)
- Khanat du Karabagh
- Khanat de Kouba
- Khanat de Nakhitchevan
- Khanat de Talysh (en)
- Khanat de Chaki
- Khanat d'Erevan
- Khanat de Chirvan

## Les références
1. ↑  Batalden, Stephen K. (1997), The Newly Independent States of Eurasia, Greenwood Publishing Group, p. 110, The 1812 Treaty of Gulistan and the 1828 Treaty of Turkmanchai ended the two Russo-Persian wars and brought Azerbaijani khanates north of the Aras River under Russian control.
2. ↑  Robert Strausz-Hupé, Harry W. Hazard. The idea of colonialism. Praeger, 1958. P. 77.In 1804 Russian troops occupied the khanate of Ganja, and this was followed by the surrender of several other autonomous Azeri khanates in western Azerbaijan.
3. ↑  George Bournoutian. The Khanate of Erevan Under Qajar Rule: 1795-1828. (Mazda Publishers, 1992), p. xxiii; "The term khanate refers to an area that was governed by hereditary or appointed governors with the title of khan or beglerbegi who performed a military and/or administrative function for the central government. By the nineteenth century, there were nine such khanates in Transcaucasia (...)"
4. ↑  World and Its Peoples : Middle East, Western Asia, and Northern Africa, Marshall Cavendish Corporation, 2006, 1712 p. (ISBN 0761475710, lire en ligne), « The Azeris », p. 751
« In a series of wars with Persia at the beginning of the nineteenth century, Russia gained the Azeri khanates north of the Araks River, which still forms the frontier between Azerbaijan and Iran. »
5. ↑  Russian Azerbaijan, 1905–1920 By Tadeusz Swietochowski page 272
6. ↑  Russia and Iran, 1780-1828 By Muriel Atkin, Page 16-20
7. ↑  Encyclopedia of Soviet law, Ferdinand Joseph Maria Feldbrugge, Gerard Pieter van den Berg, William B. Simons, p. 457
8. ↑  Bournoutian 2016, p. 120.
9. ↑  Bournoutian 2016, p. 11; Bournoutian 2021, p. 107–108

## Sources
- George Bournoutian, « Prelude to War: The Russian Siege and Storming of the Fortress of Ganjeh, 1803–4 », Taylor & Francis, vol. 50, no 1,‎ 2016, p. 107–124
- (en) George Bournoutian, From the Kur to the Aras : A Military History of Russia's Move into the South Caucasus and the First Russo-Iranian War, 1801–1813, Leiden, Brill, 2021, 366 p. (ISBN 978-9004445154)